# The Mystery of Marilyn Monroe: The Unheard Tapes
The Mystery of Marilyn Monroe: The Unheard Tapes (bra: O Mistério de Marilyn Monroe: Gravações Inéditas) é um filme estadunidense, do gênero documentário, dirigido por Emma Cooper. O filme fala sobre a vida e morte prematura da atriz estadunidense e ícone cultural Marilyn Monroe. O filme é contado através de imagens de arquivo e entrevistas inéditas com amigos da estrela. O filme foi lançado na Netflix em 27 de abril de 2022.

## Entrevistados
Em ordem de aparição:
- Al Rosen – agente que conheceu Monroe no inicio da carreira
- Gloria Romanoff – amiga e dona do Romanoff's restaurant
- Jane Russell – atriz que coestrelou com Monroe em Gentlemen Prefer Blondes (1953)
- John Huston – diretor que dirigiu Monroe nos filmes The Asphalt Jungle (1950) e The Misfits (1961)
- Danny Greenson – filho do psiquiatra falecido Ralph Greenson
- Joan Greenson – filha de Ralph Greenson
- Hildi Greenson – viúva de Ralph Greenson
- Billy Wilder – diretor que dirigiu Monroe em The Seven Year Itch (1955)
- Gladys Whitten – cabeleireiro em The Seven Year Itch (1955)
- Peggy Feury – atriz que conheceu Monroe no Actors Studio
- Henry Rosenfeld – amigo próximo e modelista
- Arthur James – incorporador de imóveis e amigo de longa data
- Milton Greene – fotógrafo e sócio na MM Productions
- Sydney Guilaroff – cabeleireiro em The Misfits (1961)
- Jeanne Martin – atriz e esposa de Dean Martin
- Fred Otash – investigador particular
- Robin Thorne – enfermeiro do diretor George Cukor, que dirigiu Monroe no filme inacabado Something's Got to Give (1962)
- John Danoff – investigador particular de Fred Otash
- Angie Novello – secretaria particular de Robert F. Kennedy
- Natalie Jacobs – esposa de Arthur Jacobs, agente de relações públicas de Monroe
- Ken Hunter – paramédico da Schaefer Ambulance
- Walt Schaefer – dono da Schaefer Ambulance
- John Sherlock – escritor e jornalista
- Bill Woodfield – fotógrafo e jornalista
- Harry Hall – informante do governo
- Reed Wilson – expert em vigilância que trabalhou com Fred Otash
- Eunice Murray – governanta de Monroe
- Jim Doyle – ex agente do FBI
- Peter Lawford – ator e marido de Patricia Kennedy Lawford

## Recepção
No consenso do agregador de críticas Rotten Tomatoes diz que o documentário "falha em lançar qualquer nova luz sobre seu assunto, se contentando com mais uma repetição espalhafatosa de eventos trágicos." Na pontuação onde a equipe do site categoriza as opiniões da grande mídia e da mídia independente apenas como positivas ou negativas, o filme tem um índice de aprovação de 36% calculado com base em 28 comentários dos críticos. Por comparação, com as mesmas opiniões sendo calculadas usando uma média aritmética ponderada, a nota alcançada é 5,1/10.